# Jan Korda (pedagog)
Jan Korda (* 2. října 1973) je český pedagog a ředitel Základní a mateřské školy Lyčkovo náměstí.

## Život
Je držitelem titulu magistr.
Ve školství pracuje od roku 1992, od roku 2004 je rovněž ředitelem ZŠ a MŠ Lyčkovo náměstí na Praze 8.
Od roku 2001 je ženatý. Má dvě děti a bydlí v obci Tuchoměřice.

## Politická angažovanost
V komunálních volbách v roce 2014 kandidoval do Zastupitelstva obce Tuchoměřice z 6. místa kandidátky sdružení nezávislých kandidátů „TUCHOMĚŘICE SPOLEČNĚ“. Mandát zastupitele obce se mu však nepodařilo získat. V komunálních volbách v roce 2018 kandidoval do Zastupitelstva obce Tuchoměřice z 5. místa kandidátky sdružení nezávislých kandidátů „1496 DŮVODŮ“. Ani v tomto případě však zastupitelem nebyl zvolen.
Ve volbách do Senátu PČR v roce 2024 kandidoval jako nestraník za TOP 09 v obvodu č. 23 – Praha 8. Se ziskem 13,13 % hlasů skončil na 4. místě, a senátorem se tak nestal.